# Christian Stockfleth (1715-1750)
 Der er flere personer med dette navn, se Christian Stockfleth (1639-1704).
Christian Stockfleth (født 22. december 1715, død 25. november 1750 i København) var en dansk stiftamtmand, godsejer og højesteretsassessor.
Han var søn af major Vilhelm Stockfleth til Brahesholm og Krengerup i Fyn (1671-1725) og Maria Dorothea f. Charisius (1690-1722). Han blev 1735 hofjunker og assessor i Hofretten, 1736 vicelandsdommer i Fyn, 1738 virkelig justitsråd og fungerende landsdommer sammesteds. 1744 blev han udnævnt til stiftamtmand i Trondhjem og tiltrådte 1745 dette embede, som han 1747 ombyttede med et assessorat i Højesteret, i hvilket år han også (efter højesteretsdom) blev ejer af Søholm i Fyn, hvor han i Vedtofte har oprettet et hospital for 4 fattige, til hvilket han skænkede 1000 Rdl. 1750 blev han Ridder af Dannebrog og døde allerede 25. november samme år i København som sidste mand af den rangadelige, fra biskop Henning Stockfleth nedstammende gren af slægten. I gravskriften over ham hedder det, at han havde en munter sjæl i et svagt legeme. Den kendte poet Ambrosius Stub synes i flere år at have været i hans hus på Brahesholm som et slags sekretær.
Han blev gift 1. gang 1739 med Adolphine Christine Rostgaard (1706-1740), datter af oversekretær Frederik Rostgaard; 2. gang 18. april 1749 med Margrethe von Heinen (26. juni 1730 – 14. februar 1805), dame de l'union parfaite, datter af major Ulrik Frederik von Heinen til Ulriksholm og Catharina f. von Brüggemann. Hun blev senere (1767) gift med stiftamtmand Caspar Herman Storm.